# 136743 Echigo
136743 Echigo è un asteroide della fascia principale. Scoperto nel 1995, presenta un'orbita caratterizzata da un semiasse maggiore pari a 2,3399987 UA e da un'eccentricità di 0,2342301, inclinata di 1,25209° rispetto all'eclittica.